# Першотравневое (Михайловская поселковая община)
Першотравневое (укр. Першотравневе) — село, Михайловская поселковая община, Васильевский район, Запорожская область, Украина.
Код КОАТУУ — 2323355104. Население по переписи 2001 года составляло 76 человек.

## Географическое положение
Село Першотравневое находится на расстоянии 1 км от села Плодородное. Рядом проходит железная дорога, станция Плодородие в 2,5 км.

## История
- 1852 год — дата основания.

## Происхождение названия
Село было названо в честь праздника весны и труда Первомая, отмечаемого в различных странах 1 мая; в СССР он назывался Международным днём солидарности трудящихся.
На территории Украинской ССР имелись 50 населённых населённых пунктов с названием Першотравневое и 27 — с названием Первомайское.